# Głuch
Głuch (dawniej Glauch) – wieś w Polsce znajdująca się w województwie warmińsko-mazurskim, w powiecie szczycieńskim, w gminie Wielbark, położona na lewym brzegu rzeki Omulwi, przy szosie z Wielbarka do Jedwabna. W latach 1975–1998 miejscowość administracyjnie należała do województwa olsztyńskiego.
Wieś mazurska o rozproszonej, murowanej zabudowie.

## Historia
Wieś lokowana w 1599 r. na prawie chełmińskim przez księcia Jerzego Fryderyka von Ansbacha. W wieku XVII wieś została powiększona o nowe grunty, wydzielone do zasiedlenia z Lasów Korpelskich. Jednoklasowa, murowana szkoła zbudowana została w 1909 r. W roku 1938 w ramach akcji germanizacyjnej urzędowa nazwę miejscowości zmieniono na Glauch.
Zobacz też: Głuchowice, Głuchy, Głuchów Dolny, Głuchów Górny, Głuchów-Lasy